# Acta stomatologica Naissi
Acta stomatologica Naissi је стручни часопис Медицинског факултета Универзитета у Нишу и Стоматолошке клининке Ниш.

## О часопису
Стручни часопис Acta stomatologica Naissi је званична публикација Медицинског факултета Универзитета у Нишу и Стоматолошке клининке Ниш. У њему се објављују радови аутора из здравствених и академских институција из Србије и иностранства. У часопису се објављују оригинални научни радови, стручни радови, прегледни чланци, саопштења о случајевима и саопштења о дијагностичким и терапијским процедурама код одређених стоматолошких проблема којима се приступа мултидисциплинарно.  Приликом публиковања радова у часопису поштују се принципи добре научне и публицистичке праксе који се односе на све учеснике у процесу публиковања научног рада. Сваки примљени рукопис проверава се помоћу система Cross Ref (софтвер iThenticate) на евентуални (ауто) плагијаризам.

### Историјат
Први број часописа објављен је 1984. gодине и његов главни и одговорни уредник био је Будимир Б. Соколовић.
Часопис је доступан у штампаном формату од оснивања и online од 2012.  године. Од почетка објављивања, 1984. године, часопис је објављиван на српском, а од 2003. двојезично, на енглеском и спрском језику

### Периодичност излажења
Два пута годишње

## Уредници
- Проф. др Будимир Б. Соколовић (1984-2002)
- Проф. др Никола Бурић (2003-)

## Теме
- Стоматологија
- Орална и максилофацијална хирургија
- Ендодонција
- Протетика
- Парадонтологија
- Клиничка медицина

## Електронски облик часописа
Часопис је доступан у електронском формату  од 2012.  године.

## Индексирање у базама података
- SCIndeks (Srpski citatni indeks)[3]
- DOAJ[4]
- EBSCO[5]
- Scopus[6]